# هواكويياس
هواكويياس (بالإسبانية: Huaquillas )‏ هي مدينة، في الإكوادور، تتبع مقاطعة إل أورو، وكانتون هواكويياس، بلغ عدد سكانها 47,706 نسمة في 2010، رمزها البريدي هو EC070750.